# 殿賀駅
殿賀駅（とのがえき）は、広島県山県郡加計町（現在の安芸太田町）下殿河内（しもとのごうち）に存在した西日本旅客鉄道（JR西日本）可部線の駅（廃駅）である。
可部線非電化区間（可部 - 三段峡間）の廃線に伴い、2003年（平成15年）12月1日に廃止された。

## 歴史

### 年表
- 1969年（昭和44年）7月27日：国鉄可部線 加計 - 三段峡間開通時に無人駅として開業[1]。旅客駅[2]。
- 1987年（昭和62年）4月1日：国鉄分割民営化によりJR西日本が継承[2]。
- 1988年（昭和63年）7月21日：未明に梅雨末期の集中豪雨により殿賀駅北側の江河内谷川上流で土石流が発生し、その付近だけで10人の犠牲者を出す。一方、JR可部線の築堤が砂防ダムの役割を果たし、殿賀駅より低い場所にある加計町立病院や民家はあまり被害を出さなかった。
- 2003年（平成15年）12月1日：廃止。

### 駅名の由来
1954年（昭和29年）8月1日に加計町（現在の安芸太田町）と合併した殿賀村から。その殿賀村は1889年（明治22年）の下殿河内村と下筒賀村の合併時に一文字ずつ採って命名された。ちなみに、現在でも大字として残る下殿河内や下筒賀と違い、殿賀の名は住所としては残っていない。

## 駅構造

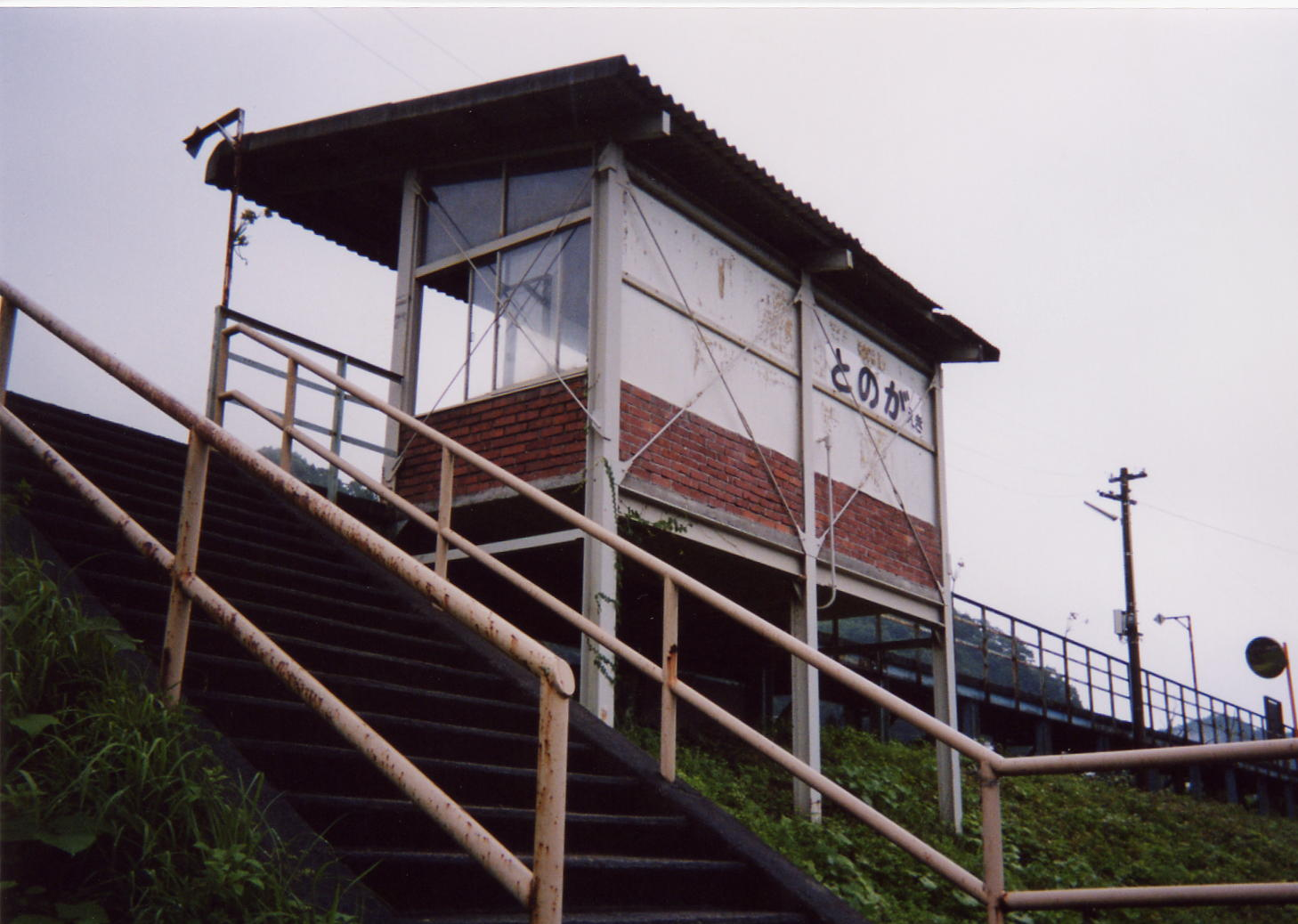
階段を上ったところに待合所があった

1面1線の単式ホームのみを持ち、高い築堤上にあった高架駅。無人駅で駅舎はなく、線路の南側にあるホームの上に待合所があるだけであった。待合所の裏側（南側）の壁には「とのがえき」と書かれていた。

## 駅の周辺
駅の南側を国道186号（国道191号・国道434号重用）が通り、国道186号の南側を太田川が流れている。
国道186号と太田川の間には加計町立病院（現：安芸太田町加計病院）と加計町立（現：安芸太田町立）殿賀小学校がある。国道186号には路線バスが通っているが、JR可部線を使って加計町立病院に通院した人もいた。
- 広電バス・加計交通・三段峡交通・総合企画コーポレーション「上堀（旧・殿賀駅口）」停留所

## 現状
待合室とホームが残され、線路も一部が敷かれたままとなっている。

## 隣の駅
西日本旅客鉄道（JR西日本）
可部線
木坂駅 - 殿賀駅 - 上殿駅